# آق سو (خلخال)
آق سو یک منطقهٔ مسکونی در ایران است که در دهستان خورش رستم جنوبی واقع شده‌است. براساس سرشماری مرکز آمار ایران در سال ۱۳۹۵، آق سو ۳۲ نفر جمعیت دارد.